# Dobrzyń nad Wisłą
Dobrzyń nad Wisłą là một thị trấn thuộc huyện Lipnowski, tỉnh Kujawsko-Pomorskie ở trung-bắc Ba Lan. Thị trấn có diện tích 6 km². Đến ngày 1 tháng 1 năm 2011, dân số của thị trấn là 2254 người và mật độ 417 người/km².